# Гомароло (Виченца)
Гомароло је насеље у Италији у округу Виченца, региону Венето.
Према процени из 2011. у насељу је живело 109 становника. Насеље се налази на надморској висини од 634 м.